# 中工工程機械成套
中工工程機械成套有限公司，中国工程机械总公司旗下公司，中國機械工業集團有限公司屬下機構，是在1987年當時以中国工程机械成套公司成立，主要業務提供先进的工程机械单机及成套设备、自营和代理各类商品及技术的进出口业务、开展招投标业务、来图来料加工、物流服务、举办境内外工程机械展览及技术交流会、组织新产品的开发、各类企业提供技术信息咨询服务、提供工程机械设备租赁和维修、承包土石方工程、汽车的批发零售等。現任董事長祁俊。
1999年，母公司被中國機械工業集團有限公司收購本集團，已被國務院批准。